# Zbór Kościoła Chrześcijan Baptystów w Kielcach
Zbór Kościoła Chrześcijan Baptystów w Kielcach – zbór Kościoła Chrześcijan Baptystów znajdujący się w Kielcach, przy ulicy Dużej 15.
Nabożeństwa odbywają się w każdą niedzielę o godzinie 10:00.